# وام ازدواج در ایران
در برخی کشورهای اسلامی وامهایی با شرایط مناسب برای ازدواج پرداخت می‌گردد. در ایران نیز از دهه ۷۰ پرداخت وام ازدواج آغاز گردید. این وام قرض الحسنه و با سود ۴ درصد است. وام ازدواج نقش بسیار مهمی در تأمین هزینه شروع زندگی قشر متوسط به پایین جامعه ایران دارد.
اقلیت‌های مذهبی و ادیان رسمی کشور با هر نوع اقرارنامه ازدواجی از این وام بهره‌مند می‌شوند.
برای دریافت وام ازدواج تا ۳ سال مهلت در نظر گرفته شده است.
در سال ۱۴۰۳ مبلغ وام ازدواج برای هر زوج ۳۰۰ میلیون تومان بود و زوجهای زیر ۲۵ سال مبلغ ۳۵۰ میلیون تومان دریافت می‌کردند. در سال ۱۴۰۴ و شروع بکار دولت مسعود پزشکیان با وجود افزایش شدید قیمت ارز و طلا و به تبع آن بالارفتن نرخ تورم، دولت مبلغ وام ازدواج را همانند سال قبل ثابت نگه داشت که به معنی کاهش قدرت خرید آن است.
برخی مدیران بانک‌ها در برخی سالها خصوصا در سال ۱۳۹۵ با ادعای دروغ نداشتن منابع از افزایش میزان وام ازدواج خودداری و در پرداخت آن کارشکنی می‌کردند و بخش قابل توجهی از منابعی که به‌طور قرض الحسنه (بدون سود) در اختیار داشتند را با دریافت سود وام داده یا به کارکنان و مدیران خود وام می‌دادند.
وام ازدواج در سال ۱۴۰۳ سهم ۳ درصدی از کل وامها را داشته است اما همچون وام مسکن ملی، بانک هاگاها در پرداخت آن کارشکنی می‌کنند.هر کسی که با بانک‌ها ارتباط دارد، از شرکت‌ها مختلف سهامداران و کارمندان بانک‌ها گرفته تا مدیران آن‌ها، وضعیت خوبی دارند اما به وام ازدواج که می‌رسد می‌گویند شرایط ناتراز است و پول ندارد. دراینجا مشکل چیست؟ مشکل این است که امتیاز و قدرت با نظارت به بانک‌ها داده نشده و متناسب با امتیاز محول شده نیز از آن‌ها امتیازی خواسته نشده است.
بانک‌ها در حالی در پرداخت وام ازدواج کارشکنی می‌کنند که تسهیلات ازدواج دارای نرخ نکول و امهال بسیار پایینی است. تسهیلات خردی که به مردم داده می‌شود، با توجه به ضامن‌ها و وثایق سختی که گرفته می‌شود و با وجود قدرت نظارتی بالای بانک بر مردم، برگشت داده می‌شوند اما در تسهیلات کلان، رقم‌های بسیار عجیب و غریبی امهال و نکول می‌شوند، یعنی پس داده نمی‌شود! در برخی از پژوهش‌ها مطرح شده است که ۵۰ تا ۷۰ درصد از وام‌های کلان پس داده نمی‌شوند. تسهیلات ازدواج انحراف ندارد چراکه سند ازدواج یا سندی مبنی بر فرزندآوری ارائه می‌شود که مورد تأیید سازمان ثبت احوال است. وام ازدواج و فرزندآوری خرید و فروش نمی‌شود، بنابراین انحراف پایین‌تری نسبت به سایر تسهیلات دارد.

## دولت‌های هاشمی رفسنجانی و محمد خاتمی (آغاز دهه هفتاد تا نیمه دهه هشتاد)
اولین مصوبات مربوط به پرداخت وام ازدواج به پایان جنگ و سال ۱۳۷۱ بازمی‌گردد. بر اساس قانون بودجه سال ۱۳۷۱ کل کشور: «ب - به منظور حمایت از تسهیل امر ازدواج، بانک مرکزی جمهوری اسلامی ایران موظف است
دویست میلیارد (۲۰۰۰۰۰۰۰۰۰۰۰) ریال از منابع‌قرض‌الحسنه بانکها به نسبت سپرده قرض‌الحسنه آنها در اختیار مزدوجین سالهای ۱۳۷۰ و ۱۳۷۱ قرار دهد. وام پرداختی یک میلیون (۱۰۰۰۰۰۰) ریال و مدت بازپرداخت آن سه سال خواهد بود. آیین‌نامه اجرایی این بند توسط بانک مرکزی جمهوری اسلامی‌ایران تهیه و به تصویب وزارت امور اقتصادی و دارایی می‌رسد.»
* ۱۳۷۳: در سال بعد با آزاد شدن تعداد کثیری از اسرای جنگی از عراق بخش‌هایی از این بودجه به آنان اختصاصاً یافت؛ برای افراد تحت پوشش بهزیستی نیز سهمیه تعیین شده و دولت موظف به تضمین بازپرداخت وامها شده است. «ب - به منظور حمایت از تسهیل امر ازدواج، بانک مرکزی جمهوری اسلامی ایران موظف است
سیصد میلیارد (۳۰۰۰۰۰۰۰۰۰۰۰) ریال از منابع‌قرض‌الحسنه بانکها را در اختیارمزدوجین سالهای ۱۳۷۲ و ۱۳۷۳ قرار دهد. حداقل بیست درصد (۲۰٪) وام ازدواج این بند به جانبازان ۲۵٪ به بالا، آزادگان و رزمندگانی که لااقل شش ماه متوالی یا یک سال متناوب در جبهه‌هاحضور داشته‌اند و افراد تحت پوشش سازمان بهزیستی اختصاص می‌یابد. وام پرداختی حداقل یک میلیون (۱۰۰۰۰۰۰) ریال و حداکثر سه میلیون (۳۰۰۰۰۰۰) ریال ومدت بازپرداخت آن سه سال خواهد بود. دولت موظف است بازپرداخت تسهیلات اعطایی این بند را تضمین و اقساط معوق را درلوایح بودجه سالهای بعد منظور نماید. تضمین فوق نافی‌وظایف بانکها در وصول مطالبات مربوط نمی‌باشد. آیین‌نامه اجرایی این بند ظرف یک ماه توسط بانک مرکزی جمهوری اسلامی ایران تهیه و به تصویب هیئت وزیران می‌رسد.»
- ۱۳۷۴: در این سال ضمن تغییرات قبلی وام ازدواج به دو بخش تقسیم شده و به زوج و زوجه به‌طور مسوای پرداخت گردید. همچنین در این سال برای اولین بار برای کارمندان دولت به میزان ۱۵ درصد و برای دانشجویان به میزان ۱۰ درصد سهمیه تعیین گردید همچنین برای اولین بار بانک مرکزی موظف به سهمیه بندی وامها به نسبت جمعیت هر استان شد: «۲ - به منظور حمایت از تسهیل امر ازدواج، بانک مرکزی جمهوری اسلامی ایران موظف است سیصد میلیارد (۳۰۰۰۰۰۰۰۰۰۰۰) ریال از منابع‌قرض‌الحسنه بانک‌ها را در اختیار

مزدوجین سال‌های ۱۳۷۳ و ۱۳۷۴ قرار دهد. حداقل بیست و پنج درصد (۲۵٪) وام ازدواج این بند به جانبازان ۲۵٪ به بالا، آزادگان، فرزندان شاهد و رزمندگانی که لااقل شش ماه متوالی یا یک سال‌متناوب در
جبهه‌ها حضور داشته‌اند و افراد تحت پوشش سازمان بهزیستی اختصاص می‌یابد و حداقل
پانزده درصد (۱۵٪) وام موضوع این تبصره به‌کارمندان دولت و ده درصد (۱۰٪) به
دانشجویان اختصاص می‌یابد. وام پرداختی حداقل یک میلیون (۱۰۰۰۰۰۰) ریال برای هر یک از زوج و زوجه و حداکثر
سه میلیون (۳۰۰۰۰۰۰) ریال و مدت بازپرداخت آن سه سال‌خواهد بود. دولت موظف است بازپرداخت تسهیلات اعطائی این بند را تضمین و اقساط معوق را درلوایح بودجه سال‌های بعد منظور نماید. تضمین فوق نافی وظایف بانک‌ها در وصول مطالبات مربوط نمی‌باشد. بانک مرکزی جمهوری اسلامی ایران موظف است تا پایان فروردین ماه سهم هریک از استانها را به نسبت جمعیت هر استان و به تفکیک هر یک از بانک‌ها مشخص و مراتب را به کمیسیون‌های برنامه و بودجه و امور اقتصادی ودارایی و تعاون و استانداری‌ها اعلام نماید. آیین‌نامه اجرایی این بند ظرف یک ماه توسط بانک مرکزی جمهوری اسلامی ایران تهیه به تصویب هیئت وزیران می‌رسد.»
- ۱۳۷۵: در قانون بودجه این سال صحبتی از سهمیه‌ها به میان نیامده و به‌طور کلی آمده است :۳ - مبلغ سیصد و سی میلیارد (۳۳۰٫۰۰۰٫۰۰۰٫۰۰۰) ریال برای تسهیل امر ازدواج ایثارگران، مددجویان تحت پوشش کمیته امداد امام خمینی (ره)، بهزیستی و سایر اقشار، با استفاده از منابع اعتباری قرض‌الحسنه، به‌طور جداگانه اختصاص دهد.[۱۲]
- ۱۳۷۶: در این سال هم‌بند وام ازدواج بصورت سال قبل مختصر است و آمده است: «۳- مبلغ چهارصد و پنجاه میلیارد (۰۰۰ ۰۰۰ ۰۰۰ ۴۵۰) ریال برای تسهیل امر ازدواج ایثارگران، دانشجویان، مددجویان تحت پوشش کمیته امدادامام خمینی (ره)، بهزیستی وسایر اقشار با استفاده از منابع اعتباری قرض‌الحسنه به‌طور جداگانه اختصاص دهد.» تنها تفاوت اینجاست که در بندی دیگر وظایفی بر عهده سازمان تأمین اجتماعی گذارده شده و آمده است: «ف - به‌سازمان تأمین اجتماعی اجازه داده می‌شود درسال ۱۳۷۶ جهت ارایه تسهیلات ارزان قیمت ساخت مسکن، ودیعه مسکن، ازدواج، دانشجویی و ضروری تا سقف حداکثر سیصدمیلیارد (۰۰۰ ۰۰۰ ۰۰۰ ۳۰۰) ریال از محل درآمد و ذخایر خود با تصویب شورای عالی سازمان تامین‌اجتماعی به کارگران و مستمری بگیران مشمول بپردازد. همچنین اصل تسهیلات فوق‌الذکر و سود حاصله که از طریق بانک رفاه کارگران پرداخت‌می‌گردد از هر

نوع کسور بانکی و مالیاتی معاف بوده و عیناً به سازمان تأمین اجتماعی در تاریخ سررسید بازخواهد گشت.»
- ۱۳۷۷: در این سال که مصادف با شروع دولت خاتمی و کاهش شدید قیمت نفت و بودجه دولت بود پس از چند سال وام ازدواج حذف شده و تنها در بند مربوط به تأمین اجتماعی آمده است: «۳ - مبلغ سیصد و سی میلیارد (۳۳۰٫۰۰۰٫۰۰۰٫۰۰۰) ریال برای تسهیل امر ازدواج ایثارگران، مددجویان تحت پوشش کمیته امداد امام خمینی (ره)، بهزیستی و سایر اقشار، با استفاده از منابع اعتباری قرض‌الحسنه، به‌طور جداگانه اختصاص دهد.»[۱۳]
- ۱۳۷۸: در این سال همچون سال قبل بودجه برای وام ازدواج تعیین نشده و تنها از منابع تأمین اجتماعی استفاده شده است: ط - به سازمان تامین‌اجتماعی اجازه داده می‌شود درسال ۱۳۷۸ برای ارائه تسهیلات

ارزان قیمت ساخت مسکن، ودیعه مسکن، ازدواج، دانشجوئی و هزینه مربوط به خدمات
مشاوره‌ای در زمینه بهداشت روانی، فردی و اجتماعی سیصد میلیارد (۰۰۰ ۰۰۰ ۰۰۰ ۳۰۰)
ریال از محل درآمد وذخایر خود با تصویب شورایعالی سازمان تأمین اجتماعی به کارگران و مستمری‌بگیران وشرکتهای تعاونی مسکن کارگران مشمول و متقاضیان ایجادمراکز خدمات مشاوره‌ای دارای مجوز از دبیرخانه شورایعالی جوانان و سازمان بهزیستی بپردازد. همچنین اصل تسهیلات فوق‌الذکر و سود حاصله که‌ازطریق بانک رفاه کارگران پرداخت می‌گردد از هرنوع کسور بانکی و مالیاتی معاف بوده و عیناً به سازمان
تأمین اجتماعی در تاریخ سررسید باز خواهدگشت. سازمان تأمین اجتماعی موظف است هر چهار ماه یک بار گزارش عملکرد این بند را به مجلس شورای اسلامی جهت ارائه به کمیسیونهای ذیربط ارائه‌نماید. خانواده شهدا، ایثارگران، آزادگان و بیمه‌شدگان تأمین اجتماعی دراستفاده از این تسهیلات از اولویت ویژه برخوردارند.
- ۱۳۷۹:در این سال هم همچون سال قبل وام ازدواج حذف و تنها از محل منابع تأمین اجتماعی مبلغی در نظر گرفته شده است: «ط - به سازمان تأمین اجتماعی اجازه داده می‌شود در سال ۱۳۷۹ برای ارائه تسهیلات

ارزان قیمت ساخت مسکن، ودیعه مسکن، ازدواج‌دانشجوئی و هزینه مربوط به خدمات
مشاوره‌ای در زمینه بهداشت روانی، فردی و اجتماعی سیصد میلیارد (۰۰۰ ۰۰۰ ۰۰۰ ۳۰۰)
ریال ازمحل درآمد وذخائر خود با تصویب شورای عالی سازمان تأمین اجتماعی به
کارگران و مستمری‌بگیران و شرکتهای تعاونی مسکن کارگران مشمول و متقاضیان
ایجادمراکز توانبخشی، مهد کودک و شبانه‌روزی بخش کارگری و مراکز خدمات مشاوره‌ای
دارای مجوز از دبیرخانه شورای عالی جوانان و سازمان بهزیستی‌بپردازد. همچنین اصل
تسهیلات فوق‌الذکر و سود حاصله که از طریق بانک رفاه کارگران پرداخت می‌گردد از هر
نوع کسور بانکی و مالیاتی معاف بوده وعیناً به سازمان تأمین اجتماعی در تاریخ
سررسید بازخواهد گشت. سازمان تأمین اجتماعی موظف است هر چهار ماه یکبار گزارش عملکرد این بند را به
مجلس شورای اسلامی جهت ارائه به کمیسیون‌های ذی‌ربط ارائه‌نماید.
خانواده شهداء، ایثارگران، آزادگان و بیمه شدگان تأمین اجتماعی در استفاده از این
تسهیلات از اولویت ویژه برخوردارند.»
- ۱۳۸۰: در این سال هر نوع وام ازدواج حذف شده و تنها بصورت مبهم اشاره شده است که: «۱ - به منظور ساماندهی اساسی امور جوانان کشور در جهت تحقق اهداف و سیاستهای مندرج

در ماده (۱۵۷) قانون برنامه سوم توسعه اقتصادی، اجتماعی و فرهنگی جمهوری اسلامی
ایران، اجازه داده می‌شود اعتبار منظور شده در ردیف ۱۰۱۰۴۲ قسمت چهارم این قانون
با هماهنگی سازمان‌ملی جوانان پس از توافق با سازمان مدیریت و برنامه‌ریزی کشور به
دستگاه‌هایی که قسمتی از وظایف مذکور در ماده یاد شده را بر عهده می‌گیرند
بااولویت اشتغال، ازدواج و امور فرهنگی و تربیت بدنی جوانان، اختصاص یابد.»
- ۱۳۸۱:در این سال پس از ۱ سال وقفه از بودجه سازمان تأمین اجتماعی مبلغی به وام ازدواج در کنار سایر وامهای ضروری اختصای می‌یابد اما همچنان از بودجه عمومی برای وام ازدواج مبلغی تعیین می‌شود. «م - به سازمان تأمین اجتماعی اجازه داده می‌شود در سال ۱۳۸۱ برای ارائه تسهیلات

ارزان قیمت ساخت و خرید مسکن، ودیعه مسکن، ازدواج‌دانشجوئی و هزینه مربوط به خدمات
مشاوره‌ای در زمینه بهداشت روانی، فردی و اجتماعی پانصد میلیارد (۰۰۰ ۰۰۰ ۰۰۰ ۵۰۰)
ریال از محل درآمد وذخائر خود با تصویب شورای عالی سازمان تأمین اجتماعی به
کارگران و مستمری‌بگیران و شرکتهای تعاونی مسکن کارگران مشمول و متقاضیان
ایجادمراکز توانبخشی، مهد کودک و شبانه‌روزی بخش کارگری، مراکز خدمات مشاوره‌ای،
مراکز خیریه دارای مجوز از دبیرخانه شورای عالی جوانان وسازمان بهزیستی کشور،
بیمارستانهای آموزشی و مراکز بهداشتی درمانی وزارت بهداشت، درمان و آموزش پزشکی
بپردازد. همچنین اصل تسهیلات‌فوق‌الذکر و سود حاصله که از طریق بانک رفاه کارگران
پرداخت می‌گردد از هر نوع کسور بانکی و مالیاتی معاف بوده و عیناً به سازمان تأمین
اجتماعی‌در تاریخ سررسید بازخواهد گشت.»
- ۱۳۸۲:در این سال به روال دولت خاتمی و سال ۱۳۷۷ از محل بودجه تاکین اجتماعی مبلغی برای وامهای ضروری تعیین شده است و از ازدواج بعنوا یکی از مصارف آن در کنار سایر مصارف نام برده شده است: «ژ - به سازمان تأمین اجتماعی اجازه داده می‌شود در سال ۱۳۸۲ برای ارائه

تسهیلات ارزان قیمت ساخت و خرید مسکن، ودیعه مسکن، ازدواج دانشجوئی و
هزینه مربوط به خدمات مشاوره ای در زمینه بهداشت روانی، فردی و اجتماعی
پانصد میلیارد (۰۰۰ر۰۰۰ر۰۰۰ر۵۰۰) ریال از محل درآمد و ذخایر خود با تصویب
شورای عالی سازمان تأمین اجتماعی به کارگران و مستمری‌بگیران و شرکتهای
تعاونی مسکن کارگران مشمول و متقاضیان ایجاد مراکز توانبخشی، مهد کودک و
شبانه‌روزی بخش کارگری، مراکز خدمات مشاوره ای، مراکز خیریه دارای مجوز از
دبیرخانه شورای عالی جوانان و سازمان بهزیستی کشور، بیمارستانهای آموزشی و
مراکز بهداشتی - درمانی وزارت بهداشت، درمان و آموزش پزشکی بپردازد.
همچنین اصل تسهیلات فوق‌الذکر و سود حاصل شده که از طریق بانک رفاه کارگران
پرداخت می‌گردد، از هر نوع کسور بانکی و مالیاتی معاف بوده و عیناً به سازمان
تأمین اجتماعی در تاریخ سررسید باز خواهد گشت.»
- ۱۳۸۳: محل پرداخت وام ازدواج در این سال نیز شبیه سالهای دیگر دولت دوم خاتمی بود: «به سازمان تأمین اجتماعی اجازه داده می‌شود در سال ۱۳۸۳ برای ارائه‌تسهیلات

ارزان قیمت ساخت و خرید مسکن، ودیعه مسکن، ازدواج دانشجویی و هزینه‌مربوط به خدمات
مشاوره‌ای در زمینه بهداشت روانی، فردی و اجتماعی، مبلغ پانصدمیلیارد (۰۰۰ ۰۰۰
۰۰۰ ۵۰۰) ریال از محل درآمد و ذخایر خود با تصویب شورای عالی‌سازمان تأمین اجتماعی
به کارگران و مستمری‌بگیران و شرکتهای تعاونی مسکن کارگران‌مشمول و متقاضیان ایجاد
مراکز توانبخشی، مهد کودک و شبانه‌روزی بخش کارگری، بیمارستانهای آموزشی و مراکز
بهداشتی- درمانی وزارت بهداشت، درمان و آموزش‌پزشکی بپردازد. همچنین اصل تسهیلات
فوق‌الذکر و سود حاصل شده که از طریق بانک‌رفاه کارگران پرداخت می‌گردد، از هر نوع
کسور بانکی و مالیاتی معاف بوده و عیناً به‌سازمان تأمین اجتماعی در تاریخ سررسید
بازخواهد گشت. خانواده‌های معظم شهدا، ایثارگران، آزادگان، جانبازان و بیمه‌شدگان تأمین‌اجتماعی
در استفاده از این تسهیلات از اولویت ویژه برخوردارند.» در این سال در تبصره ای به‌طور مبهم گفته شده است: «تبصره ۷ - فرهنگ، هنر، تربیت بدنی و جوانان الف - به‌منظور ساماندهی و توسعه
امور جوانان کشور در جهت تحقق اهداف وسیاستهای مندرج در ماده (۱۵۷) قانون برنامه
سوم توسعه اقتصادی، اجتماعی و فرهنگی‌جمهوری اسلامی ایران، اجازه داده می‌شود که
مبلغ مندرج در ردیف ۱۰۱۰۱۶ قسمت‌چهارم این قانون با هماهنگی سازمان ملی جوانان پس
از توافق با سازمان مدیریت وبرنامه‌ریزی کشور به طرحهای مصوب شورای عالی جوانان
در جهت ارتقاء هویت دینی وملی جوانان، اشتغال و کارآفرینی جوانان، توسعه مشارکت
اجتماعی و اوقات فراغت‌آنان، تقویت هدفمند سازمانهای غیردولتی جوانان، توسعه مراکز
خدمات مشاوره وروانشناختی و ساماندهی امور ازدواج و مسکن جوانان، تشویق جوانان
نخبه و کارآفرین، حمایت از تولیدات و محصولات فرهنگی و انجام امور پژوهشی و
تحقیقاتی مربوط به‌جوانان اختصاص یابد.»
- ۱۳۸۴: در این سال به ازدواج جوانان مفصل تر پرداخته شده است.

«ج - به سازمان تأمین اجتماعی اجازه داده می‌شود در سال ۱۳۸۴ برای ارائه تسهیلات
ارزان قیمت ساخت و خرید مسکن، ودیعه مسکن، ازدواج دانشجویان و جوانان و هزینه
مربوط به خدمات مشاوره ای در زمینه بهداشت روانی، فردی و اجتماعی پانصد میلیارد
(۵۰۰٫۰۰۰٫۰۰۰٫۰۰۰) ریال از محل درآمد و ذخایر خود با تصویب شورای عالی سازمان
تأمین اجتماعی به کارگران و مستمری بگیران و شرکت‌های تعاونی مسکن کارگران مشمول و
متقاضیان ایجاد مراکز توانبخشی، مهد کودک و شبانه‌روزی بخش کارگری، بیمارستانهای
آموزشی و مراکز بهداشتی - درمانی وزارت بهداشت، درمان و آموزش پزشکی و
بیمارستانهای آموزشی دانشگاه‌های غیردولتی بپردازد. همچنین اصل تسهیلات فوق‌الذکر و
سود حاصل شده که ازطریق بانک رفاه کارگران پرداخت می‌گردد، از هر نوع کسور بانکی و
مالیاتی معاف بوده و عیناً به سازمان تأمین اجتماعی در تاریخ سررسید باز خواهد گشت
. خانواده‌های معظم شهدا، ایثارگران، آزادگان، جانبازان و بیمه شدگان تأمین
اجتماعی در استفاده از این تسهیلات از اولویت ویژه برخوردارند.»
در بندی دیگر آمده است: «ش - به دولت اجازه داده می‌شود پنج درصد (۵٪) افزایش هزینه ثبت نام عمره (غیراز
بار اول) و حج تمتع غیرواجب متقاضیان را دریافت و به حساب درآمد عمومی کشور (نزد
خزانه داری کل) ردیف ۱۴۰۱۰۳ قسمت سوم این قانون واریز نماید. معادل صددرصد (۱۰۰٪)
وجوه مزبور از محل اعتبار ردیف متفرقه ۵۰۳۸۱۰ جدول شماره (۹) به منظور کمک به
ازدواج جوانان اختصاص می‌یابد.»
همچنین در سومین بند ازدواجی آمده است: «از کل اعتبارات برنامة ۳۰۲۰۳، بیست و پنج درصد (۲۵٪) درجهت تحکیم خانواده و بیست وپنج درصد (۲۵٪) در برنامه‌های تسهیل ازدواج با هماهنگی مرکز امور مشارکت زنان
هزینه خواهد شد. حداقل ده درصد (۱۰٪) از اعتبار مذکور به طرحهای بسیج خواهران و کانونهای فرهنگی
ورزشی بسیج اختصاص می‌یابد.» و در آخرین بند آمده است: «ث - سازمان ملی جوانان مکلف است از اعتبارات ردیف ۱۰۱۰۱۶ فصل کمکهای بلاعوض خود
مبلغ دوازده میلیارد (۱۲٫۰۰۰٫۰۰۰٫۰۰۰) ریال برای گسترش فرهنگ و معارف قرآن کریم در
میان جوانان به تشکلهای فرهنگی - دینی جوانان مبلغ شش میلیارد (۶٫۰۰۰٫۰۰۰٫۰۰۰)
ریال جهت تقویت کانونهای بسیج جوانان، مبلغ هفده میلیارد (۱۷٫۰۰۰٫۰۰۰٫۰۰۰) ریال
جهت کمک به تسهیل ازدواج جوانان و مبلغ دو میلیارد و پانصد میلیون (۲٫۵۰۰٫۰۰۰٫۰۰۰)
ریال جهت تقویت تشکلهای قرآنی خواهران هزینه نماید.»
- ۱۳۸۵: در این سال ۲ بند به ازدواج اختصاص یافته است: «د- به سازمان تأمین اجتماعی اجازه داده می‌شود در سال ۱۳۸۵ برای ارایه تسهیلات

ارزان‌قیمت ساخت و خرید مسکن، ودیعه مسکن، ازدواج دانشجویان و جوانان و هزینه
مربوط به خدمات مشاوره‌ای در زمینه بهداشت روانی، فردی و اجتماعی مبلغ پانصد
میلیارد (۵۰۰٫۰۰۰٫۰۰۰٫۰۰۰) ریال را از محل درآمد و ذخایر خود با تصویب شورای عالی
سازمان تأمین اجتماعی به کارگران و مستمری‌بگیران و شرکت‌های تعاونی مسکن کارگران
مشمول و متقاضیان ایجاد مراکز توانبخشی، مهد کودک و شبانه‌روزی بخش کارگری،
بیمارستان‌های آموزشی و مراکز بهداشتی ـ درمانی وزارت بهداشت، درمان و آموزش پزشکی
و بیمارستان‌های آموزشی دانشگاه‌های غیردولتی بپردازد. همچنین اصل تسهیلات
فوق‌الذکر و سود حاصل شده که از طریق بانک رفاه کارگران پرداخت می‌گردد، از هر نوع
کسور بانکی و مالیاتی معاف بوده و عیناً به سازمان تأمین اجتماعی در تاریخ سررسید
بازخواهد گشت.»
و «د – به منظور ساماندهی و توسعه امور جوانان کشور، اجازه داده می‌شود که مبلغ مندرج
در ردیف ۱۰۱۰۱۶ قسمت چهارم این قانون با هماهنگی سازمان ملی جوانان پس از توافق با
سازمان مدیریت و برنامه‌ریزی کشور به طرح‌های مصوب شورای عالی جوانان در جهت
ارتقای هویت دینی و ملی جوانان، اشتغال و کارآفرینی جوانان، توسعه مشارکت اجتماعی
و اوقات فراغت آنان، تقویت هدفمند سازمان‌های غیردولتی جوانان، توسعه مراکز خدمات
مشاوره و روانشناختی و ساماندهی امور ازدواج و مسکن جوانان، تشویق جوانان نخبه و
کارآفرین، حمایت از تولیدات و محصولات فرهنگی و انجام امور پژوهشی و تحقیقاتی
مربوط به جوانان اختصاص یابد.»

## دولت محمود احمدی‌نژاد
در سال ۱۳۸۶ و آغاز بکار دولت جدید و همزمان با افزایش درآمد نفتی ایران دولت تخصیص بودجه برای وام ازدواج را پس از حدود ۱ دهه از سر گرفت و برای اولین بار برای روستائیان سهمیه ۴۰درصدی در نظر گرفته شد. در بودجه سال ۱۳۸۶ آمده است: «ک- در راستای اجرای قانون تسهیل ازدواج جوانان مصوب ۲۷/۹/۱۳۸۴، مبلغ چهارهزار وهفتصد و پنجاه میلیارد (۴٫۷۵۰٫۰۰۰٫۰۰۰٫۰۰۰) ریال اعتبار منظورشده در ردیف ۵۰۳۸۶۵قسمت چهارم این قانون به منظور پرداخت تسهیلات در امر ازدواج و مسکن جوانان اختصاصمی‌یابد. حداقل چهل درصد(۴۰٪) از تسهیلات این بند به جوانان روستاها اختصاص می‌یابد.» همچنین آمده ست: «ر ـ به سازمان تأمین اجتماعی اجازه داده می‌شود درسال ۱۳۸۶ برای ارایه تسهیلات ارزان‌قیمت ساخت مسکن، ودیعه مسکن، ازدواج دانشجویان و جوانان و هزینه مربوط به خدمات مشاوره‌ای در زمینه بهداشت روانی، فردی و اجتماعی مبلغ پانصد میلیارد (۵۰۰٫۰۰۰٫۰۰۰٫۰۰۰) ریال را از محل درآمد و ذخایر خود با تصویب شورای عالی سازمان
تأمین‌اجتماعی به کارگران‌و مستمری بگیران و شرکتهای تعاونی مسکن کارگران مشمول و
متقاضیان ایجاد مراکز توانبخشی، مهدکودک‌و شبانه‌روزی بخش کارگری، بیمارستان‌های
آموزشی و مراکز بهداشتی ـ درمانی وزارت بهداشت، درمان و آموزش‌پزشکی و
بیمارستان‌های آموزشی دانشگاه‌های غیردولتی بپردازد. همچنین اصل تسهیلات فوق‌الذکر
و سود حاصل که ازطریق بانک رفاه کارگران پرداخت می‌شود، از هر نوع کسور بانکی و
مالیاتی معاف بوده و عیناً به سازمان‌تأمین اجتماعی در تاریخ سررسید باز خواهد گشت.
خانواده‌های معظم شهدا، ایثارگران، آزادگان، جانبازان بیمه‌شده تأمین اجتماعی در
استفاده از این تسهیلات از اولویت ویژه برخوردارند.»
- ۱۳۸۷: در بودجه این سال هیچ اشاره ای به وام ازدواج نشده است.[۲۴]
- ۱۳۸۸: در بودجه این سال نیز مبلغی برای وام ازدواج در نظر گرفته نشده و تنها آمده است: «ب۱- در راستای اجراء قانون مدیریت خدمات کشوری کلیه مجوزها و مقررات پرداختی خارج از فصل دهم قانون مدیریت خدمات کشوری به استثنای پاداش موضوع ماده(۲۰) قانون مذکور و پرداختهای قانونی در زمان فوت، از کارافتادگی، بازنشسته شدن یا ازدواج و (کمکهای رفاهی مستقیم و غیرمستقیم در سقف مصوب شورای توسعه مدیریت) از ابتدای سال ۱۳۸۸ لغو می‌شود.»[۲۵]

## ایجاد «سامانه متمرکز تسهیلات قرض الحسنه ازدواج»
در این سال «سامانه متمرکز تسهیلات قرض الحسنه ازدواج» توسط بانک مرکزی برای پرداخت وام ازدواج تأسیس شد. میزان تسهیلات در سال ۸۷ معادل ۲ میلیون تومان بود. در سال ۱۳۹۰ به ۲ میلیون و ۵۰۰ هزار تومان و در سال ۹۱ به ۳ میلیون تومان افزایش یافت. ۴ سال میزان تسهیلات ازدواج ثابت بود تا اینکه در بودجه سال ۱۳۹۵، میزان تسهیلات به یک باره با افزایش ۲۳۰ درصدی به ۱۰ میلیون تومان رسید. در انتهای تیر ماه ۱۳۹۶، حدود نیم میلیون نفر در صف دریافت تسهیلات ازدواج بودند. اما بانک مرکزی با بسیج ۱۱ بانک و مؤسسه اعتباری از میانه تابستان تا ابتدای پاییز، به شکستن این صف شتافت و صف متقاضی تسهیلات را به حدود ۱۳۱ هزار نفر تقلیل داد. پس از طرح ضربتی تسهیلات ازدواج، برای اولین بار میزان تسهیلات قرض الحسنه از منابع قرض الحسنه پس‌انداز (با کسر سپرده قانونی) به میزان ۵. ۱ هزار میلیارد تومان پیشی گرفت.

### افزایش مبلغ وام ازدواج توسط مجلس پس از ۴ سال؛ کارشکنی دولت و بانک‌ها
با توجه به ثابت ماندن چندین ساله رقم وام ازدواج و اندک بودن آن در مقایسه با هزینه‌های ازدواج، پیشنهاد افزایش قابل‌توجه رقم این وام توسط گروهی از نمایندگان مجلس نهم مطرح شد و نهایتاً افزایش وام قرض‌الحسنه ازدواج برای هر یک از زوجین از سه به ۱۰ میلیون تومان و افزایش دوره بازپرداخت این وام از سه به چهار سال در قالب تبصره ۲۹ قانون بودجه ۹۵ در اواخر فروردین ماه همان سال به تصویب مجلس شورای اسلامی رسید. همچنین براساس این تبصره، منابع تخصیص این وام‌ها، سپرده‌های قرض‌الحسنه پس‌انداز و سپرده‌های قرض‌الحسنه جاری بانک‌ها بودند و بانک مرکزی موظف شد اعطای تسهیلات قرض‌الحسنه ازدواج را به‌نحوی مدیریت کند که تعداد جوانان در صف وام ازدواج در پایان هر ماه کمتر از ۵۰ هزار نفر باشد. همچنین وظیفه نظارت بر اجرای این قانون و جریمه بانک‌های متخلف در این زمینه هم برعهده بانک مرکزی قرار داده شد. درجریان تصویب این تبصره قانونی در صحن علنی مجلس، دژپسند یکی از معاونان رئیس سازمان برنامه و بودجه که به‌عنوان نماینده دولت در این جلسه حضور داشت، مخالفت شدید دولت با تصویب این پیشنهاد را صراحتاً اعلام کرد. همتی رئیس بانک مرکزی نیز ضمن مخالفت پیشنهاد داد که بخشی زا این وام به‌طور غیر قرض الحسنه و با سود مبادله ای ۲۱ درصد پرداخت گردد. مطابق با تبصره ۲۹ قانون بودجه ۹۵، منابع تخصیص وام‌های ازدواج، سپرده‌های قرض‌الحسنه پس‌انداز و سپرده‌های قرض‌الحسنه جاری بانک‌ها بودند. مدیران بانک‌ها به دروغ ادعای کمبود منابع را مطرح کردند. بانک‌ها در سال ۹۴ حدود یک‌سوم منابع قرض‌الحسنه پس‌انداز مردم (حدود ۱۲ هزار میلیارد تومان) را به مدیران و کارکنان خود وام دادند. همچنین بانک مرکزی با نقض قانون مربوطه، در بخش نامه ای که به بانک‌ها ابلاغ کرد آنان را از استفاده از منابع قرض الحسنه جاری برای پرداخت وام معاف کرد که سنگ اندازی بزرگی در پرداخت این وام‌ها بود. از دیگر تخلفات بانک مرکزی عدم جریمه بانک‌های متخلف بود. همچنین برخی بانک‌ها مانند مسکن، سپه و پست بانک، متقاضیان را تا هفت تا هشت ماه در صف تعیین شعبه معطل می‌کردند و نهایتاً هم با بهانه‌هایی مانند نبود بودجه و حسابرسی آخر سال از اعطای وام به آنها خودداری می‌کردند تا فرد متقاضی از ثبت‌نام در بانک مربوطه منصرف شود.

## سال ۱۴۰۳
بانک مرکزی اعلام کرده ست که در سال ۱۴۰۳ بیش از تکلیف قانونی وام ازدواج پرداخت شده است.
براساس تکالیف قانون بودجه ۱۴۰۳ (جزء ۱و۲ بند (ث) تبصره ۱۳ قانون بودجه) پرداخت ۱۹۰ همت تسهیلات ازدواج و فرزند توسط شبکه بانکی برای سال جاری پیش‌بینی شده بود که با پرداخت ۲۲۹٫۸ همت تسهیلات ازدواج و فرزند، تاکنون ۳۹٫۸ هزار میلیارد تومان بیشتر از تکالیف تعیین شده توسط شبکه بانکی اعطا شده است. اما بر خی منتقدان می‌گویند: «بانک مرکزی برای کاهش صف متقاضیان وام ازدواج، سیاست کاهش نرخ ذخیره قانونی را در پیش گرفت تا با آزادشدن پول پرقدرت، امکان پرداخت تسهیلات بیشتری به متقاضیان وام ازدواج فراهم شود، اما این سیاست علاوه بر افزایش قدرت خلق پول بانک‌ها، این امکان را به آن‌ها می‌دهد تا چند برابر پول پرقدرت آزادشده بتوانند خلق پول و آن را مطابق رویه سابق به کارمندان و شرکت‌های زیرمجموعه خود پرداخت کنند.»
بالافاصله پس از انتخاب مسعود پزشکیان کارشکنی بانک‌ها در پرداخت وام ازدواج شدت گرفت.

## مخالفان و کارشکنان در پرداخت وام ازدواج

### همتی

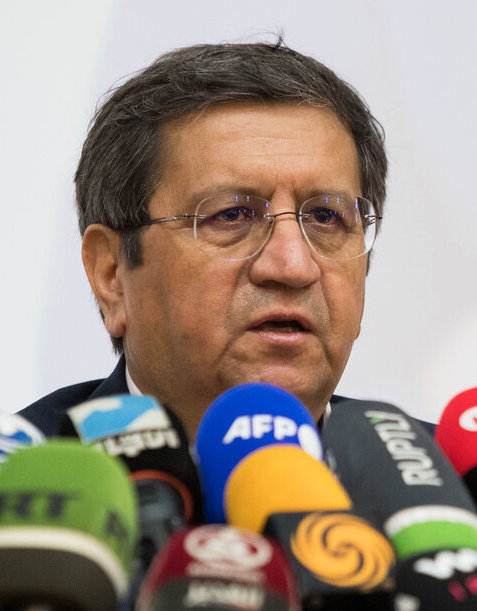

عبدالناصر همتی که در دولت‌های حسن روحانی و مسعود پزشکیان در مناصب اقتصادی عالی حضور داشت همواره از مخالفان و کارشکنان در پرداخت وام ازدواج به جوانان بوده است. پس از آنکه طی سالهای دولت اول حسن روحانی میزان وام ازدواج ثابت نگه داشته شده و عملاً قدرت خرید آن با توجه به تحریم‌ها و افزایش شدید تورم کاهش یافته بود مجلس در سال ۱۳۹۵ و ۱۳۹۶ مصوباتی را برای افزایش آن و روزآمد کردن آن تصویب کرد اما همتی بعنوان رئیس کل بانک مرکزی کارشکنی گسترده‌ای در تصویب آن صورت داد و پیشنهاد داد بخشی از وام بصورت غیر قرض الحسنه و با سود ۲۱ درصد پرداخت شود و پس از تصویب نیز بخش‌های مهمی از آن قانون را اجرا نکرد. همتی پس از آنکه در دولت مسعود پزشکیان به سمت وزارت اقتصاد رسید در ابتدا پیشنهاد داد که بخشی از وام ازدواج را بصورت غیر نقد به جوانان پرداخت کنند (با وجود آنکه جوانان از وام ازدواج عمدتاً برای تأمین ودیعه مسکن و هزینه جشن ازدواج استفاده می‌کنند) و نهایتاً پس از افزایش شدید قیمت ارز در نیمه دوم سال ۱۴۰۳ که از ۵۲ هزارتومان به بیش از ۹۰ هزار تومان افزایش یافت و به طبع آن تورم نیز شدت یافت، مبلغ وام ازدواج را برای سال ۱۴۰۴ به میزان سال ۱۴۰۳ ثابت نگه داشت که به معنی کاهش قدرت خرید و ارزش وام بود.
همتی از حامیان پرداخت وام به کارکنان بانک‌ها بود.

### برخی مدیران بانکی

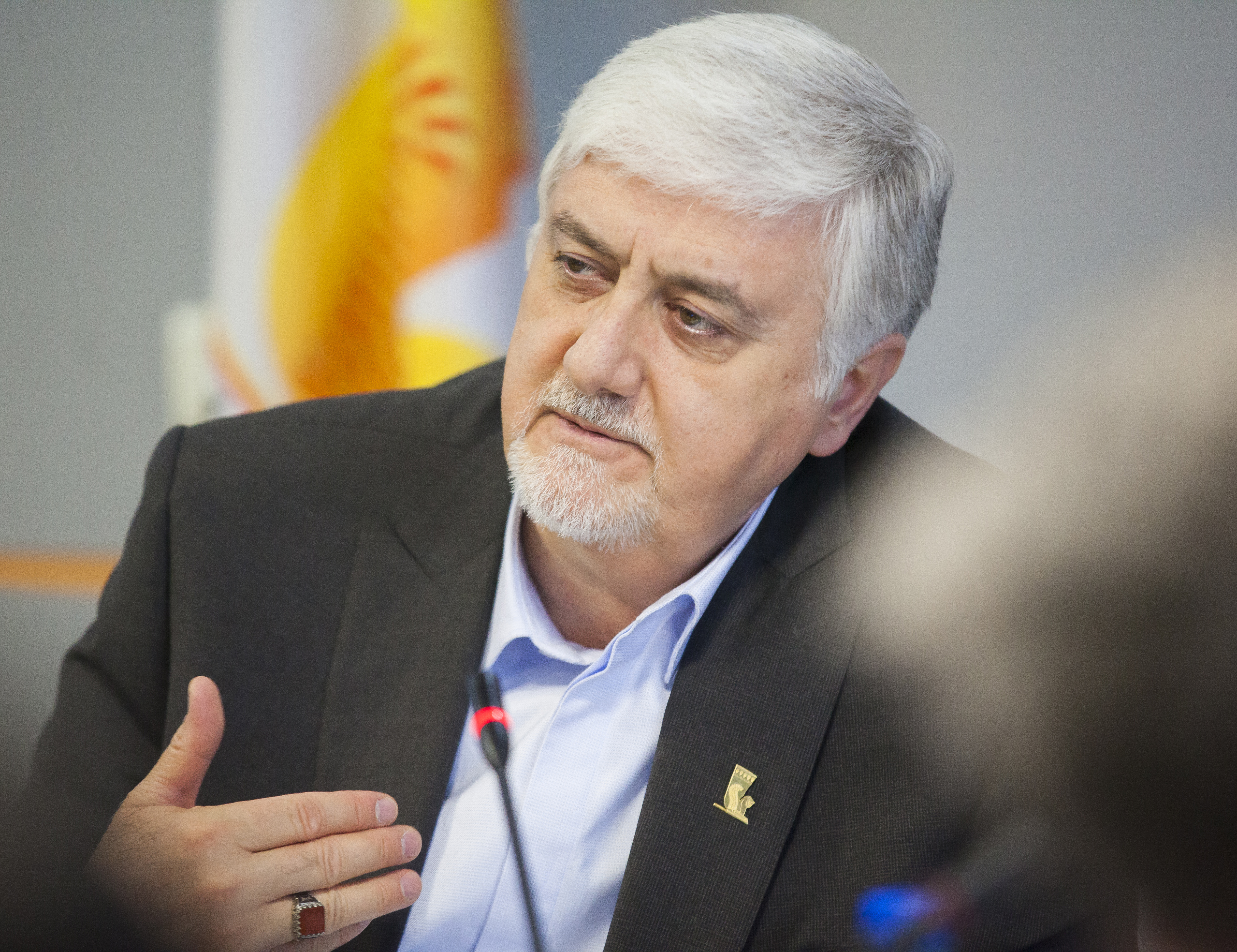
برخی مدیران شبکه بانکی همواره با پرداخت تسهیلات ازدواج؛ مسکن ملی و … مخالفت کرده و مدعی عدم وجود منابع می‌شوند. بر اساس گزارشی که در سال ۱۴۰۱ و مصادف با همه‌گیری کرونا منتشر شد، بانک پاسارگاد کمتر از ۱ درصد از منابع قرض الحسنهخود را به وام ازدواج اختصاص داده است اما در همان سال بر اساس گزارش مرکز پژوهشهای مجلس این بانک مجموعاً به اشخاص مرتبط با خود بیش از ۷ هزار میلیارد تومان به عنوان اصل مبلغ پرداختی تسهیلات داده و مجید قاسمی مدیر عامل بانک شخصاً ۶۸۰ میلیارد تومان تسهیلات گرفته است.

برخی مدیران بانک‌ها گاهی در پرداخت وام ازدواج کارشکنی می‌کنند به گونه ای که حتی اخطار و مصاحبه‌های وزیر جوانان و سازمان بازرسی نیز بی اثر است.
خبرگزاری ایسنا در گزارشی در سال ۱۴۰۳ می‌نویسد: «با هر جمع ریاضی که بخواهیم حساب کنیم؛ با احتساب بازگشت تسهیلات دریافت شده توسط جوانان و همچنین روند رو به رشد منابع قرض‌الحسنه بانکی و با در نظر گرفتن ذخیره احتیاطی و قانونی حساب‌های قرض‌الحسنه مبلغی بیش از ۳۲۷ همت فقط در امسال مازاد پرداخت تسهیلات قرض‌الحسنه وجود دارد که کل صف وام ازدواج را جمع خواهد کرد ولی مشخص نیست که این باقی تسهیلات قرض‌الحسنه که از قضا عددکمی هم نیستند به چه کسانی، با چه اهدافی و با چه نرخی پرداخت می‌شود و سرنوشت سپرده‌های قرض‌الحسنه باقی‌مانده در سیستم بانکی چیست؟»
در گزارشی در سال ۱۴۰۳ آمده است: «بانک‌های ملت، مسکن، شهر و تجارت درخواست دو ضامن کارمند کرده‌اند که این خلاف بخشنامه‌ها است و باید با این مشکلات هم برخورد شود.»
در گزارش دیگری وبگاه نود اقتصادی نوشته است که پیرامون وام ازدواج بدترین عملکرد مربوط به بانک‌های خاورمیانه، «ایران و ونزوئلا»، کارآفرین و پاسارگاد بوده است. این بانکها که برخی از آنها همچون بانک پاسارگاد یکی از بزرگ‌ترین بانک‌های خصوصی است، حتی ۱ درصد از منابع قرض‌الحسنه را نیز به وام ازدواج تخصیص نداده‌اند. در همان سال ۱۴۰۱ بانک پاسارگاد از جمله بانک‌هایی بوده که در پرداخت تسهیلات به اشخاص مرتبط، بیشترین تخطی را از حدود فردی داشته است. بانک پاسارگاد در سال ۱۴۰۱ مجموعاً به اشخاص مرتبط با خود بیش از ۷ هزار میلیارد تومان به عنوان اصل مبلغ پرداختی به ثبت رسانده است و در مجموع بیش از ۲۱ هزار و ۷۰۰ میلیارد تومان نیز به عنوان مانده تسهیلات و تعهدات این بانک برای اشخاص مرتبط رقم خورده است. در این میان، نام مجید قاسمی مدیرعامل بانک پاسارگاد نیز در میان اشخاص مرتبط به چشم می‌خورد. به‌گونه‌ای که طبق تصویر زیر از گزارش مرکز پژوهش‌های مجلس، قاسمی بیش از ۶۸۰ میلیارد تومان تسهیلات در ردیف اشخاص مرتبط دریافت کرده است.

### کارشکنی در پرداخت وام ازدواج از طریق ایجاد سامانه معیوب
یکی از روشهای بانک مرکزی برای اخلال در پرداخت وام ازدواج ایجاد سامانه ای معیوب یا بسیار سخت است که منجر به انصراف کاربر می‌شود. یک وبگاه ایرانی در این باره می‌نویسد: «سامانه تسهیلات قرض الحسنه ازدواج بانک مرکزی به گونه ای طراحی شده است که شکی باقی نگذارد طراحان سامانه با هدف آزار دادن متقاضیان وام آن را طراحی کرده‌اند. این سامانه در طول شبانه روز معمولاً پیام در حال حاضر هیچ بانکی در استان انتخابی شما دارای ظرفیت ثبت درخواست نمی‌باشد می‌دهد اما کسانی که وقت زیاد داشته باشند ممکن است چند ثانیه در روز بتوانند اقدام به ثبت نام کنند. اما نکته مضحک ماجرا اینجاست که بانک مرکزی به صورت رندوم و بدون زمانبندی مشخص بانک‌ها را به صورت لحظه ای نمایش می‌دهد که بر فرض محال اگر یکی از زوجین بتواند در یک بانک ثبت درخواست کند همسرش به هیچ وجه نخواهد توانست در آن بانک ثبت درخواست کند چون با ورود نفر بعدی به سامانه آن بانک محو شده است! از سوی دیگر فرایند چک کردن امکان ثبت نام به خاطر لزوم ارائه کد ملی، شماره موبایل، وارد کردن کد ارسالی و نیز کد کپچا فرایندی انرژی بر است ضمن اینکه هر دو دقیقه یک بار می‌بایست این فرایند خنده دار را برای بررسی امکان ثبت نام تکرار کنید! شاید تصور کرده باشید که ثبت نام احتمالی زوج‌ها به معنای ثبت نام نهایی است در حالی که اگر بخت و اقبال با شما یار باشد و بتوانید درخواست خود را برای یک بانک ثبت کنید تازه در لیست رزرو قرار خواهید گرفت و مشخص نیست زمانی که کل این ثبت نام برای قرار گرفتن در لیست رزرو است چرا بانک مرکزی با اعصاب زوج‌ها بازی می‌کند و اجازه ثبت نام عادی را در لیست رزرو نمی‌دهد!» در چنین شرایطی مشخص نیست چونه شرکت‌هایی تأسیس شده‌اند که می‌توانند به دریافت ۵۰۰ هزار تومان از هر متقاضی آنان را ثبت نام کنند.
ستار شیرعالی معاون اقتصادی سازمان بازرسی طی نامه‌ای به رئیس کل بانک مرکزی هشدار داد و در این نامه مطرح کرد: در ماده (۱–۴) این دستورالعمل، بیان شده که کلیه متقاضیان وام ازدواج و فرزندآوری جهت دریافت تسهیلات مذکور ابتدا باید از طریق سامانه تسهیلات قرض‌الحسنه به نشانی Ve.cbi.ir ثبت نام نموده و فرم مربوطه را تکمیل کنند؛ اما ملاحظه شد که امسال در بانک مرکزی رویه‌ای اتخاذ شده که روزانه و در ساعاتی خاص، سامانه مذکور تعداد محدودی متقاضی را برای برخی بانک‌ها پذیرش می‌کند. این در حالیست که به غیر از مشکلات کمبود منابع بانک‌ها و افزایش مبلغ تسهیلات ازدواج و فرزندآوری امسال، رویه حاکم به گونه‌ای شده که عدم امکان ثبت نام متقاضیان در سامانه مذکور منجر به بروز نارضایتی بیشتری در بین مردم گردیده و حجم قابل توجهی از شکایات روزانه این سازمان به این موضوع اختصاص یافته است.

### کارشکنی بانک‌ها از طریق درخواست ضامن متعدد
یکی از روشهای بانک‌های برای شانه خالی کردن از پرداخت وام ازدواج؛ تعیین وثاق سخت یا ضامن متعدد است تا نهایتاً باعث انصراف افراد شود. خصوصاً که با کاهش تعداد کارمندان دولت، پیدا کردن ضامن کارمند بسادگی میسر نیست. در این باره بین بانک مرکزی، سازمان بازرسی کل کشور و … مباحث و درگیری‌های فراوانی با بانکی‌ها وجود داشته است.

## سایر وامهای ازدواج
نهادها ارگانها و بانک‌ها نیز جداگانه وامهایی را برای ازدواج فرزندان پرسنل اختصاص می‌دهند.
صندوق قرض‌الحسنه دانشجویان ایران نیز در سال ۱۴۰۳ به ۲۰۰ نفر وام ۳۰ میلیونی ازدواج پرداخت کرده است. صندوق رفاه دانشجویان نیز از جمله سایر نهادهایی است که وام ازدواج پرداخت می‌کند.
صندوق بازنشستگی کشوری وام ازدواج فرزند به بازنشستگان اعطا می‌کند.
سازمان تأمین اجتماعی در سال ۱۴۰۳ کمک ازدواج به بیمه شدگان پرداخت می‌کند. میزان کمک هزینه ازدواج تأمین اجتماعی، معادل یک ماه متوسط حقوق یا مزد بیمه‌شده ظرف ۲ سال قبل از تاریخ عقد است.

## قانون حمایت از خانواده و جوانی جمعیت
این قانون که در سال ۱۴۰۰ تصویب شد برای اولین بار بر اساس مواد ۱۰، ۶۸ و ۶۹ خود، بانک مرکزی را ملزم به پرداخت تسهیلات قرض‌الحسنه ازدواج و فرزندآوری از محل سپرده‌های قرض‌الحسنه جاری و پس‌انداز بانک‌ها کرد. قانون جوانی جمعیت و حمایت از خانواده علاوه‌بر درنظر گرفتن تسهیلات فرزندآوری در کنار تسهیلات ازدواج، شامل سه اتفاق مثبت دیگر، یعنی در نظر گرفتن نرخ تورم برای تعیین مقدار وام‌های حمایتی، تسهیل شرایط معرفی ضامن و توجه به شرایط سنی در پرداخت وام ازدواج نیز می‌شد.